# Tałgat Musabajew
Tałgat Amangieldijewicz Musabajew (oryg. Талгат Амангельдиевич Мусабаев; ur. 7 stycznia 1951 w Fabricznym, zm. 4 sierpnia 2025) – kazachski i rosyjski lotnik oraz kosmonauta, generał porucznik lotnictwa, Narodowy Bohater Kazachstanu (1995) i Bohater Federacji Rosyjskiej (1994).

## Życiorys

### Wczesne lata i wykształcenie
Urodził się 7 stycznia 1951 roku w miejscowości Fabricznyj, ówcześnie położonej w obwodzie ałmackim Kazachskiej SRR, wchodzącej w skład ZSRR (obecnie pod nazwą Kargały w Republice Kazachstanu). W 1968 roku ukończył szkołę średnią nr 58 w Ałma-Acie, w 1974 roku Ryski Instytut Inżynierów Lotnictwa Cywilnego im. Leninowskiego Komsomołu, na którym uzyskał specjalizację z „technicznej eksploatacji lotniczego oprzyrządowania radiowego”, w 1984 roku szkołę w w aeroklubie DOSAAF w Ałma-Acie, w 1989 roku Uljanowski Instytut Lotnictwa Cywilnego, otrzymując dyplom uprawniający do pracy w charakterze drugiego pilota samolotu Tu-134, a w lutym 1993 roku Aktobińską Wyższą Szkołę Lotniczą, otrzymując dyplom inżyniera-pilota.

### Kariera

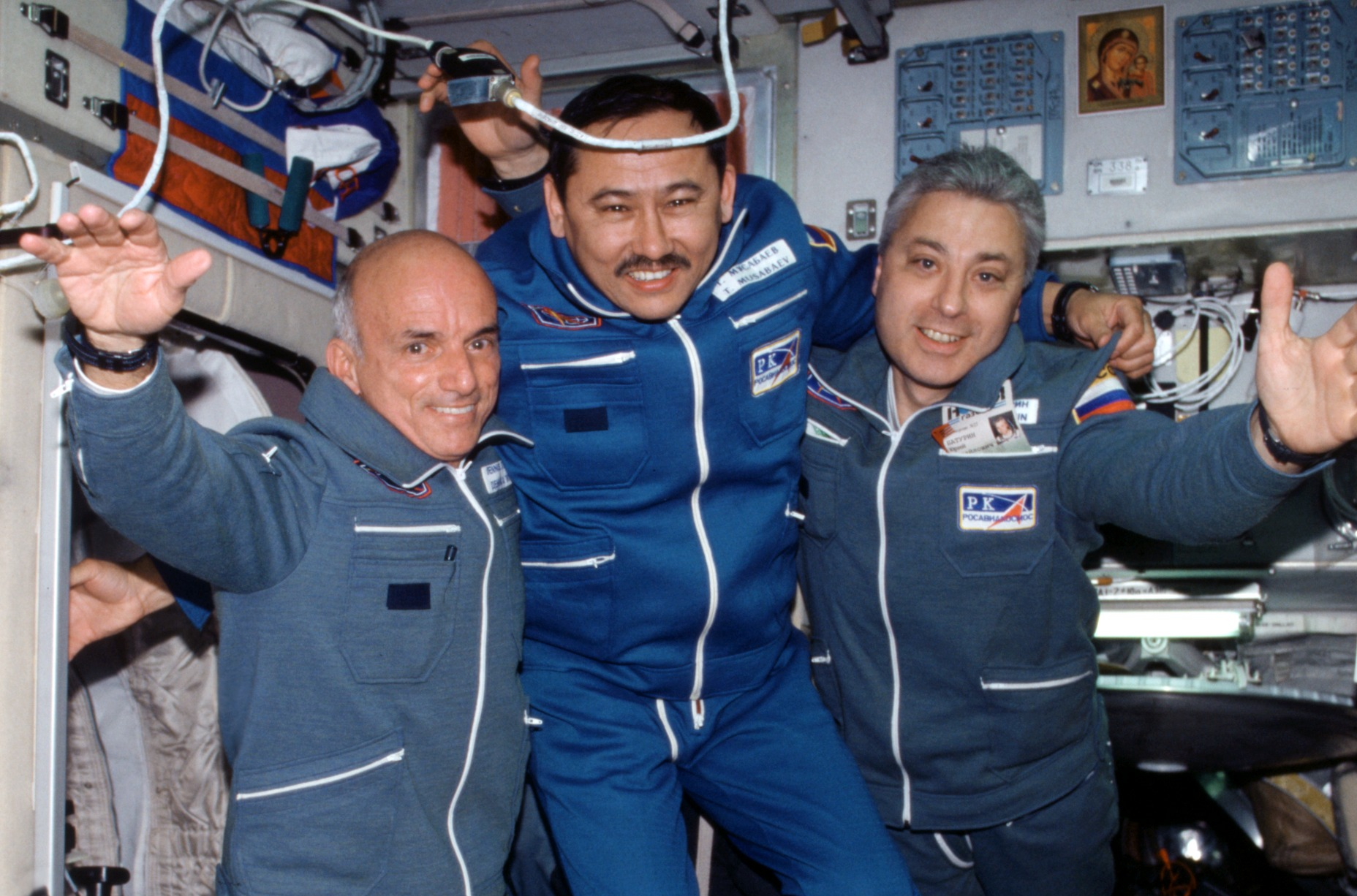
Tałgat Musabajew (w środku) na zdjęciu zrobionym podczas misji Sojuz TM-32 30 kwietnia 2001 roku

Początkowo pracował jako inżynier w spółce lotnictwa cywilnego, gdzie zajmował później różne stanowiska; działał również w Komsomole. 11 maja 1990 roku został rekomendowany do włączenia w oddział kosmonautów, w październiku 1990 roku rozpoczął przygotowania w centrum kosmicznym, od 1 lipca do 4 listopada 1994 roku odbywał swój pierwszy lot kosmiczny jako inżynier statku Sojuz TM-19 i stacji kosmicznej Mir; dwukrotnie wykonał wówczas spacer kosmiczny, stając się pierwszym Kazachem, który wyszedł w otwartą przestrzeń kosmiczną. Spędził w kosmosie 125 dni, 22 godziny, 53 minuty i 36 sekund. Od 29 stycznia do 25 sierpnia 1998 roku wykonywał swój drugi kosmiczny lot jako dowódca załogi statku Sojuz TM-27 i stacji kosmicznej Mir. Spędził w kosmosie 207 dni, 12 godzin, 51 minut i 2 sekundy. Od 28 kwietnia do 6 maja 2001 roku odbywał swój trzeci lot kosmiczny jako dowódca statku Sojuz TM-32; spędził w kosmosie 7 dni, 22 godziny, 4 minuty i 8 sekund.
12 stycznia 1995 roku uzyskał tytuł lotnika-kosmonauty Kazachstanu, zaś 3 kwietnia 1999 roku kosmonauty 1 klasy. 9 sierpnia 2003 roku otrzymał rangę generała majora, a 7 maja 2007 roku generała porucznika lotnictwa Kazachstanu. W listopadzie 2003 roku odszedł z czynnej służby wojskowej i został zastępcą naczelnika Wojskowej Akademii Inżynieryjnej Sił Powietrznych im. N.J. Żukowskiego. 30 maja 2005 roku został mianowany dyrektorem generalnym wspólnego rosyjsko-kazachskiego przedsiębiorstwa Bajterek (kosmicznego kompleksu rakietowego na bazie rakiet nośnych Angara). 13 lutego 2007 roku Musabajew objął funkcję przewodniczącego komitetu lotniczo-kosmicznego Ministerstwa Wykształcenia i Nauki Kazachstanu. 27 marca 2007 roku stanął na czele nowo utworzonej Narodowej Agencji Kosmicznej Republiki Kazachstanu (Kazkosmos), którą kierował do 2014 roku. W czerwcu 2007 roku dołączył do partii politycznej Nur Otan, a następnie został przewodniczącym podkomisji do spraw kompleksu Bajkonur, wchodzącej w skład międzyrządowej komisji do spraw współpracy między Federacją Rosyjską a Republiką Kazachstanu. W okresie od stycznia 2016 do grudnia 2017 roku był doradcą prezydenta Kazachstanu Nursułtana Nazarbajewa, a w międzyczasie, w lipcu 2017 roku na mocy ukazu prezydenta został deputowanym Senatu Parlamentu Republiki Kazachstanu. Pełnił tę funkcję do stycznia 2023 roku, kiedy to znalazł się w gronie trzynastu deputowanych, których prezydent Kasym-Żomart Tokajew pozbawił mandatu.

## Życie prywatne
Był żonaty i miał dwójkę dzieci.
Zmarł 4 sierpnia 2025 roku w wieku 74 lat. 6 sierpnia tego roku w Domu Oficerów w Ałmaty odbyły się uroczystości pogrzebowe kosmonauty.

## Odznaczenia

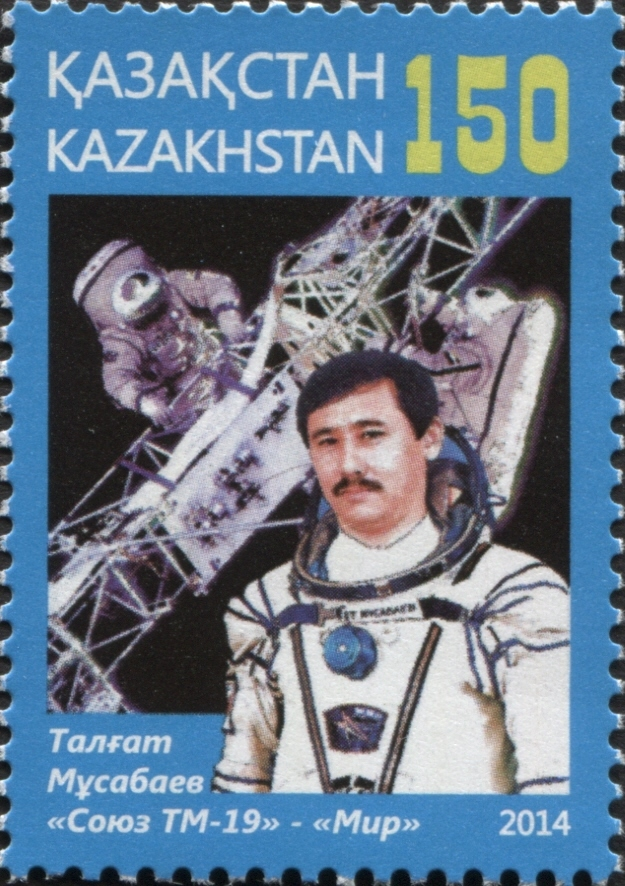
Tałgat Musabajew na znaczku pocztowym wyemitowanym w 2014 roku, w 20. rocznicę misji Sojuz TM-19

- Order Przyjaźni Narodów (ZSRR, 10 października 1991)[2]
- Odznaka Honorowa za Zasługi dla Republiki Austrii (Austria, październik 1991)[2]
- Bohater Federacji Rosyjskiej (24 listopada 1994)[4]
- Narodowy Bohater Kazachstanu (1995)[2]
- Order „Ojczyzna” (Kazachstan, 11 listopada 1998)[2]
- Medal „Astana” (Kazachstan, 1999)[2]
- Order „Lampart” I klasy (Kazachstan, 10 grudnia 2001)[11]
- Order „Za zasługi dla Ojczyzny” III klasy (Rosja, 25 grudnia 1998)[2]
- Order „Za zasługi dla Ojczyzny” II klasy (Rosja, 28 września 2001)[2]
- Medal za Lot Kosmiczny (NASA, 1998)[2]
- Medal „Za zasługi w podboju kosmosu” (Rosja, 12 kwietnia 2011)[12]
- Legia Honorowa (Francja, 2010)[2]
- Order Nazarbajewa (Kazachstan, 2011)[2]
- Universal Astronaut Insignia za lot orbitalny (nr 309) – Stowarzyszenie Uczestników Lotów Kosmicznych (Association of Space Explorers(inne języki))[13]